# Comité national de soutien aux Eléphants
Le Comité national de soutien aux Eléphants (CNSE) est un organe sous tutelle du Ministère des sports créé le 27 novembre 1997. Le comité soutient sur les plans matériel et moral les équipes nationales, toutes disciplines confondues engagées dans les compétitions internationales et les équipes de clubs engagés en compétitions internationales.

## Mission
Les missions principales du comité sont de : mettre en place les mécanismes favorisant la participation active et massive des supporters aux compétitions engageant les équipes nationales et les équipes de clubs engagés en compétitions internationales; établir un listing de base de toutes les personnes physiques ou morales susceptibles de participer aux campagnes des équipes nationales et des équipes de clubs représentants la Côte d’Ivoire dans les compétitions internationales; recenser et gérer les dons effectués par les particuliers et les sociétés pour soutenir les Éléphants et les équipes de clubs représentants la Côte d’Ivoire dans les compétitions internationales; assurer l’animation au cours des rencontres, dans le respect de la réglementation en vigueur; assurer la mise en place de la couverture médicale de tous ceux de la délégation officielle qui prendront part aux différentes campagnes des Eléphants et les équipes de clubs représentants la Côte d’Ivoire dans les compétitions internationales et organiser des actions spécifiques pour la mise en œuvre des activités de soutien aux équipes nationales et aux équipes de clubs représentants la Côte d’Ivoire dans les compétitions internationales,,.

## Coupe d'Afrique des nations 2023
Le Comité national de soutien aux Éléphants fait de la réussite de la CAN 2023 son chéval de bataille. Le Comité national de soutien aux Éléphants, a pris l'engagement solennel de travailler sans relâche, pour renforcer le lien entre l'équipe nationale et ses supporters.
Lors d'une cérémonie de distinction décernée à la directrice générale de l'Autorité de régulation des télécommunications/TIC de Côte d'Ivoire (ARTCI), Namahoua Bamba Touré, le Comité national de soutien aux Éléphants saisie de cette occasion pour lancer un appel aux ivoiriens et aux supporters des Éléphants de Côte d’Ivoire afin qu’ils réservent un accueil chaleureux aux visiteurs de la CAN Akwaba qui se déroule en Côte d’Ivoire à partir du 13 janvier 2024,.
A l'instar du comité d'Abobo, les comités locaux de soutien aux Éléphants se mobilisent pour la réussite de la Can 2023.
Le Port autonome de San Pedro (PASP) offre lot d’équipement d'une valeur d'un million cinq cent mille franc Cfa à la représentation locale du Comité national de soutien aux éléphants (CNSE), présidée par le maire de San Pedro, dans son élan de motivation de l’équipe nationale de football, à la faveur de la Coupe d'Afrique des nations (CAN) de football, organisée en terre ivoirienne,.
Le président de l’Assemblée nationale, Adama Bictogo félicite les Éléphants de Côte d'Ivoire pour avoir remporté la troisième Coupe d’Afrique des Nations de son histoire, aux dépens des Super Eagles du Nigeria (2-1) dans une publication sur les réseaux sociaux,.

## Réconfort à Badra Ali
Présent dans toutes les batailles des équipes sportives des sélections ivoiriennes, le comité national de soutien au Eléphants n'a pas dérogé à la règle lors de la Coupe d'Afrique des Nations 2021 au Cameroun. Malheureusement les Pachydermes sont endeuillés avec l'annonce du décès du père biologique de Sangaré Badra Ali au cours de ladite CAN.

## Personnalités du CNSE
Jean-Louis Billon préside le Comité national de soutien aux Éléphants de 2007 à 2010. En effet, après avoir trois années durant organisé dans toute sa globalité la mission de mobilisation des supporters autour des compétitions internationales de toutes les équipes des Eléphants de Côte d’Ivoire, il présente sa démission à la tutelle, le Ministère de la jeunesse, du sport et de la salubrité urbaine,.
Adama Bictogo est président d’honneur du Comité national de soutien aux Éléphants. Il poste le mardi 6 février 2024, sur sa page Facebook, un message de mobilisation des supporters et d'encouragement à l'équipe de Côte d'Ivoire lors de leur brillante accession en demi-finales de la Can 2023.